# Équipe d'usine
Une équipe d'usine ou équipe officielle  est utilisée en sports mécaniques pour désigner une équipe représentant officiellement un constructeur. Elle est engagée et financée par le constructeur, en porte le nom et dispose de moyens importants. Le statut d'équipe usine est opposé à celui d'équipe privée qui désigne les équipes ne disposant pas du soutien d'un constructeur et dont l'initiative d'engagement est propre au propriétaire de l'équipe. On utilise le terme d'« équipe semi-officielle », ou parfois équipe satellite pour désigner une équipe indépendante disposant du soutien financier et technique d'un constructeur.
Les équipes officielles peuvent prendre différentes formes. Elles peuvent être gérées par les constructeurs mêmes, via leur département compétition. 
Une équipe usine prend parfois la forme d'une coentreprise (joint venture) établie entre une écurie privée existante et le département compétition d'un constructeur. Matra International, coentreprise établie entre l'écurie britannique Tyrrell Racing Organisation, fondée par Ken Tyrrell, et Matra Sports, la branche sportive du constructeur automobile français Matra Automobile, est un exemple historique d'une telle équipe officielle : en 1968 et 1969, elle engagea les châssis Matra Matra MS10 puis Matra MS80 à moteur Ford Cosworth DFV en championnat du monde de Formule 1, remportant, en 1969, le titre pilotes avec Jackie Stewart ainsi que le titre constructeurs.

## Exemples
On peut citer en sports mécaniques :
- la Scuderia Ferrari, qui, depuis 1950, engage les Ferrari officielles dans le championnat du monde de Formule 1[1] ;
- Renault Sport, la branche sportive du constructeur automobile Renault, créée en 1975 par la fusion des activités sportives d'Alpine et de Gordini ;
- l'équipe Citroën Racing qui engage les Citroën officielles en championnat du monde des rallyes de 2001 à 2005, puis de 2007 à 2012 ;
- l'équipe Peugeot Sport, le département compétition du constructeur français Peugeot, créé en 1981 sous le nom de « Peugeot Talbot Sport », qui engage depuis 2006 les Peugeot 908 officielles ;
- Ducati Corse, qui engage ses motos officielles depuis 2003. Elle remporte de nombreuses fois le titre constructeur, et pilote avec Casey Stoner en 2007.

Mais aussi dans d'autres sports, le cyclisme par exemple : 
- l'équipe Cervélo Test Team qui est l'équipe officielle du fabricant de vélos canadiens Cervélo.